# Харрисон, Чейс (футболист)
Кэрри Чейс Харрисон (англ. Karry Chase Harrison; род. 2 апреля 1984, Хантингтон) — американский футболист, вратарь.

## Карьера
Родился в Хантингтоне, Западная Виргиния, выступал за футбольную команду старшей школы. В 2002 году поступил в Вирджинский политехнический институт и университет штата на программу строительства зданий в Архитектурный колледж, где продолжил играть в футбол. С командой трижды достигал четвертьфинала конференции (в 2003 — Big East, в последующих годах — Атлантического побережья). Всего в составе «Хокис» провёл 79 матчей, 24 из которых отстоял на ноль. На третьем курсе также выступал за «Уэст Вирджиния Кейос» в Премьер-лиге развития.
Харрисон был выбран под 26-м номером в 3-м раунде дополнительного драфта MLS 2006 года командой «Реал Солт-Лейк». В марте на правах аренды присоединился к «Вирджиния-Бич Маринерс» из Первого дивизиона, за которых провёл две игры. В конце сезона был отчислен «Реалом».
В мае 2007 года вернулся в Первый дивизион, подписав контракт с «Рочестер Райнос». Дебютировал 4 мая в матче против «Ванкувер Уайткэпс», пропустив один гол. 12 мая отдал передачу на гол Джонни Меньонгара в ворота «Калифорния Виктори». Первый «сухой» матч провёл 27 мая против «Майами».
9 июля 2008 года Харрисон вместе с Джамилем Уокером, недавно приобретённым у «Каролина Рэйлхокс», был обменян «Райнос» в «Портленд Тимберс» на Эндрю Грегора. Дебютировал 22 августа в матче против «Уайткэпс», пропустив два гола. В следующей игре смог сохранить свои ворота пустыми.
В марте 2009 года подписал контракт с клубом Второго дивизиона «Гаррисберг Сити Айлендерс», за который провёл 16 игр и пропустил всего 13 мячей. 18 февраля 2010 года перешёл в клуб Дивизиона Два Профессиональной лиги «Кристал Пэлас Балтимор», подписав годичный контракт. Дебютировал 24 апреля в матче против «Пуэрто-Рико Айлендерс», пропустив три гола.
9 сентября 2010 года присоединился к клубу MLS «Ди Си Юнайтед». 26 октября подписал краткосрочный контракт с «Коламбус Крю» для поддержки Энди Грюнебома в плей-офф, поскольку стартовый вратарь Уильям Хесмер получил перелом правого плеча.
16 марта 2011 года вернулся в «Гаррисберг Сити», на этот раз в Чемпионшип, подписав контракт до конца сезона. С командой дошёл до финала плей-офф, где проиграл «Орландо Сити» в серии пенальти.
23 сентября 2011 года подписал контракт с «Филадельфия Юнион». В конце сезона клуб не воспользовался опцией продления контракт, и Харрисон принял участие в повторном драфте MLS 2011 года. Он не был выбран и стал свободным агентом; однако «Филадельфия» повторно подписала контракт с вратарём незадолго до начала сезона 2012. Единственный матч в лиге сыграл 20 мая, выйдя в стартовом составе на игру с «Далласом» и пропустив один гол. Харрисон оставался в «Филадельфии» до конца сезона, после завершения которого вновь повторилась ситуация с отказом от продлением. Игрок вновь принял участие в повторном драфте и вновь не был выбран, после чего завершил карьеру.